# Francisco Filho
Francisco Alves Filho (Souto Soares, 10 januari 1971) is een Braziliaans Kyokushin-karateka en  kickbokser. 
Hij maakte zijn professionele debuut in vechtsportorganisatie K-1 in 1997 op het K-1 Dream '97 toernooi tegen Andy Hug, en won door middel van een knock-out in de eerste ronde. Dit was hun tweede ontmoeting, de eerste was op een Kyokushin World Tournament in 1991 dat werd gewonnen door Filho. 
Filho heeft sindsdien deelgenomen aan kampioenschappen in zowel K-1 als in IKO-Kyokushin Kaikan. In 2001 stond hij in de finale van de K-1 World Grand Prix 2001, na overwinningen op Peter Aerts en Alexey Ignashov. In de finale verloor hij van Mark Hunt door middel van een unanieme beslissing.